# Strebewerk

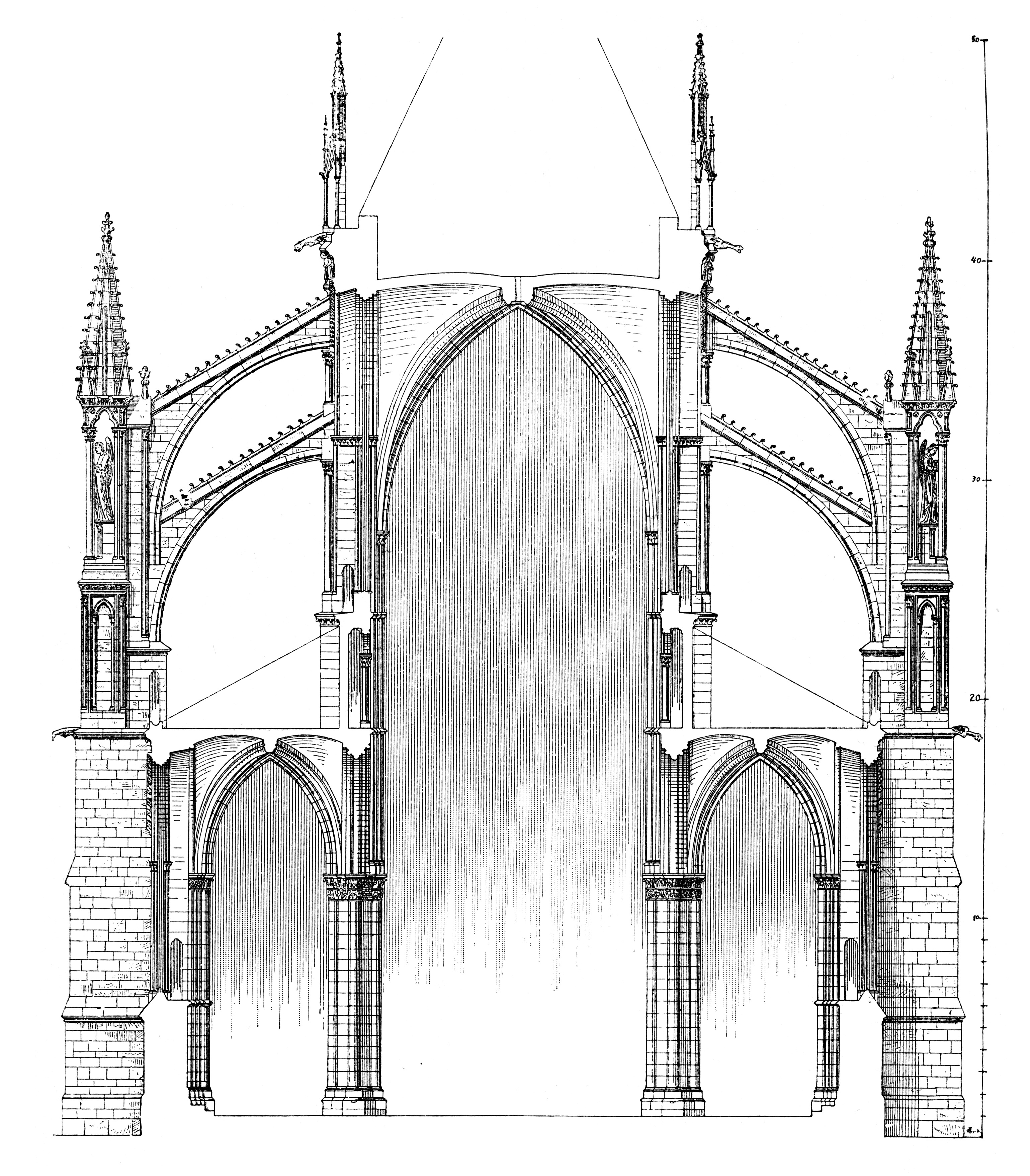
Schnitt durch das Langhaus der Kathedrale von Reims: Oberhalb der Seitenschiffe nehmen zwei übereinanderliegende Strebebögen den Schub des Mittelschiffsgewölbes auf und leiten ihn auf die Strebepfeiler in den Außenwänden

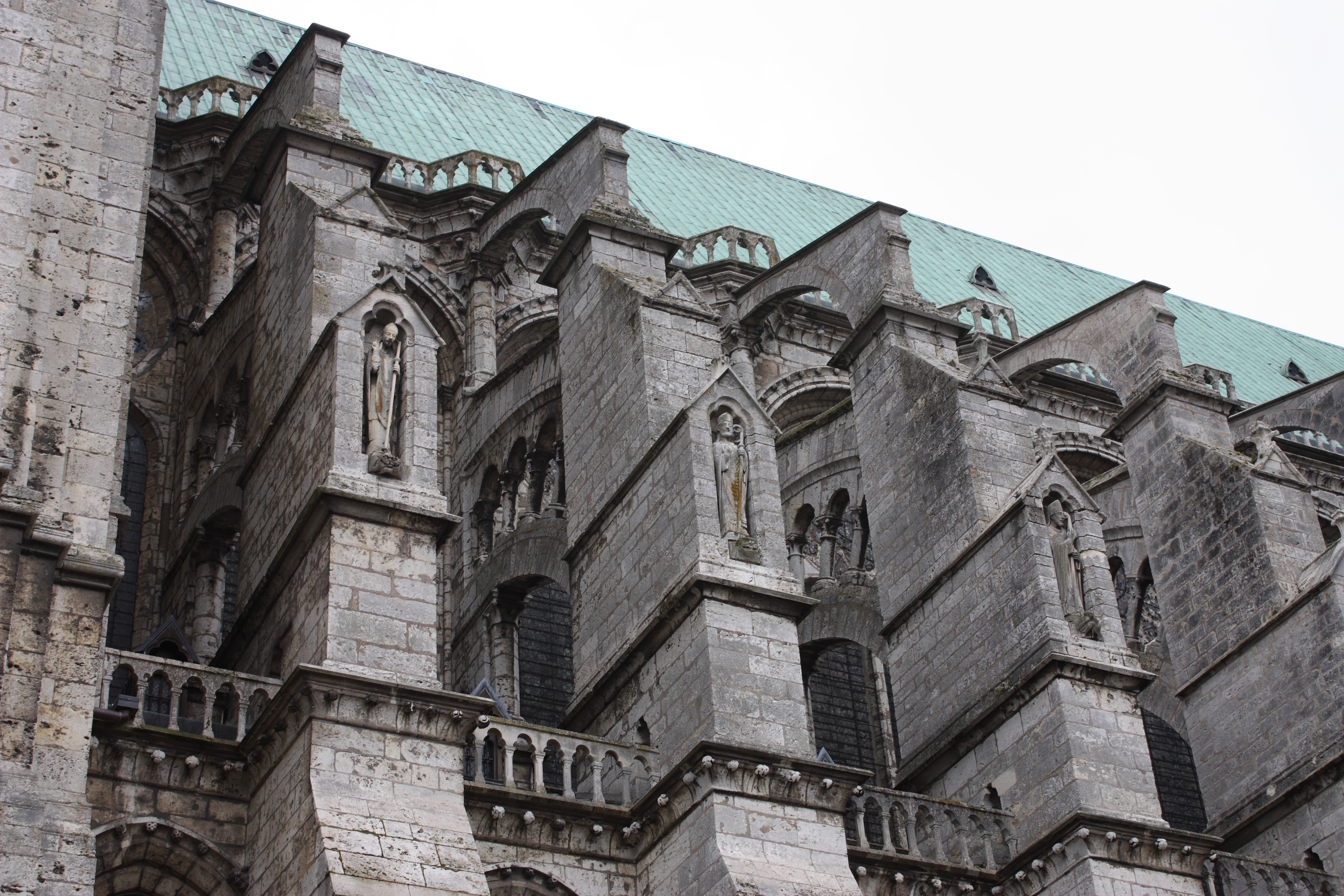
Strebewerk am Langhaus der Kathedrale von Chartres

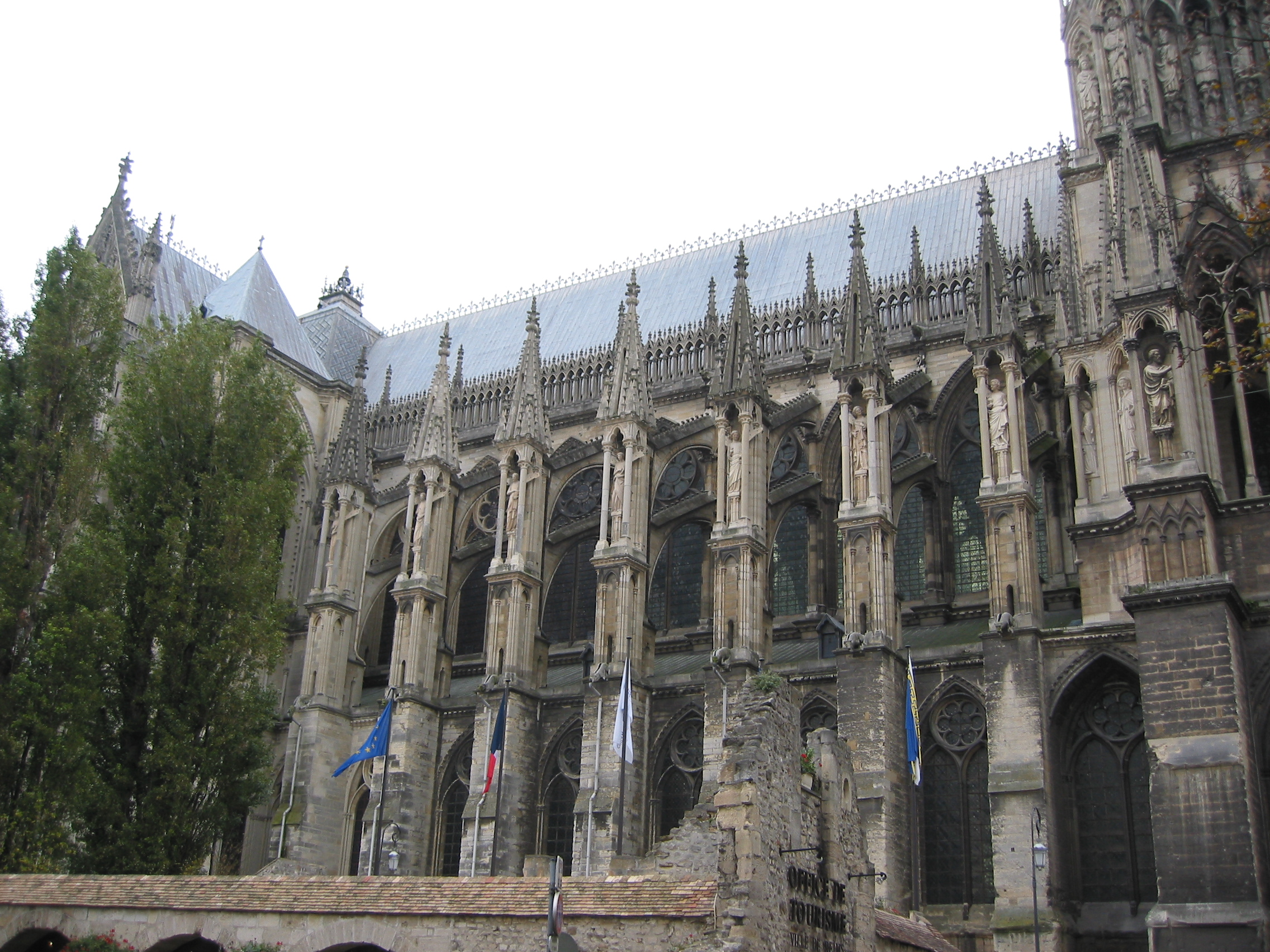
Strebewerk am Langhaus der Kathedrale von Reims

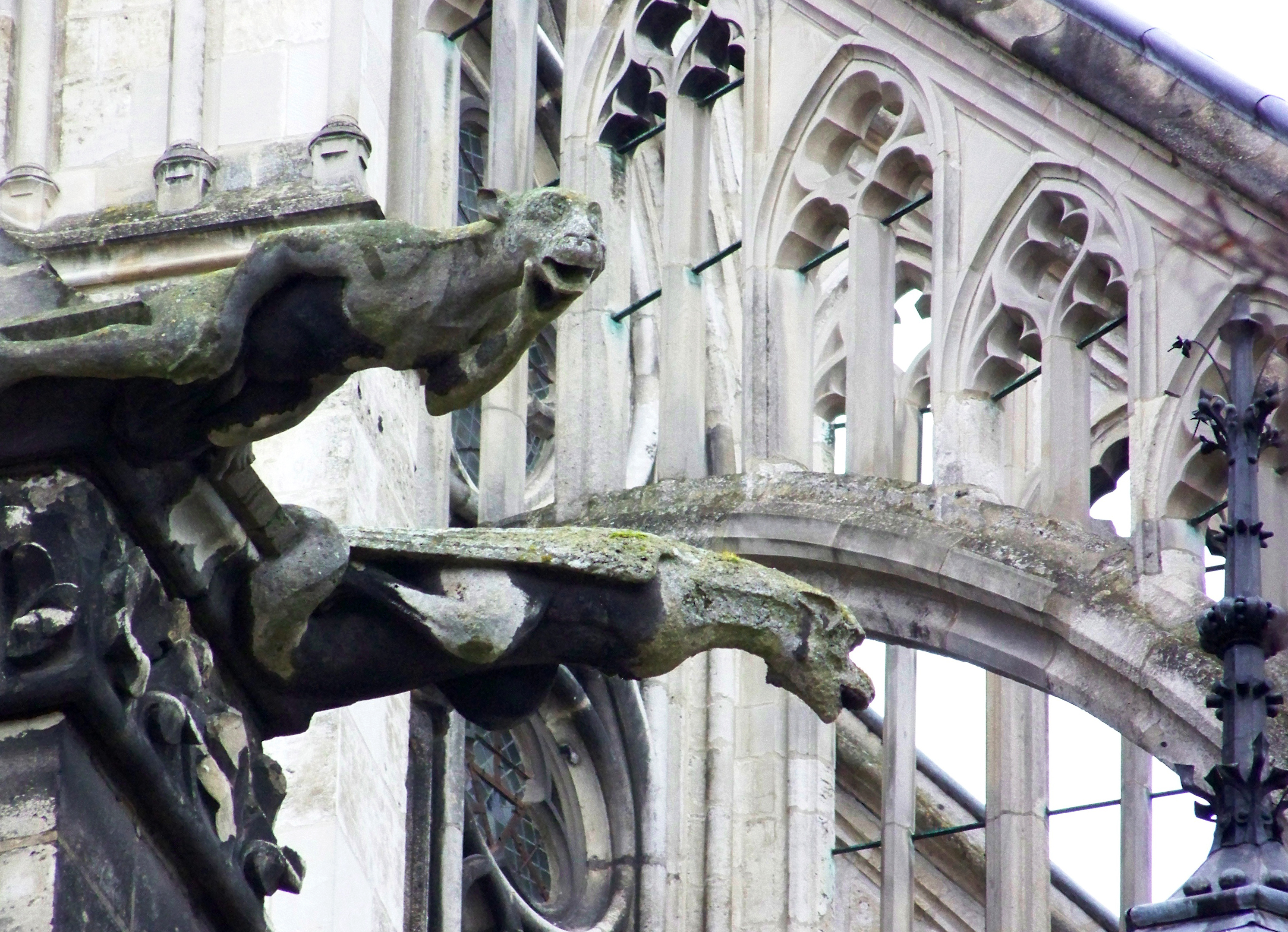
Wasserspeier und Strebebögen im Strebewerk der Kathedrale von Amiens

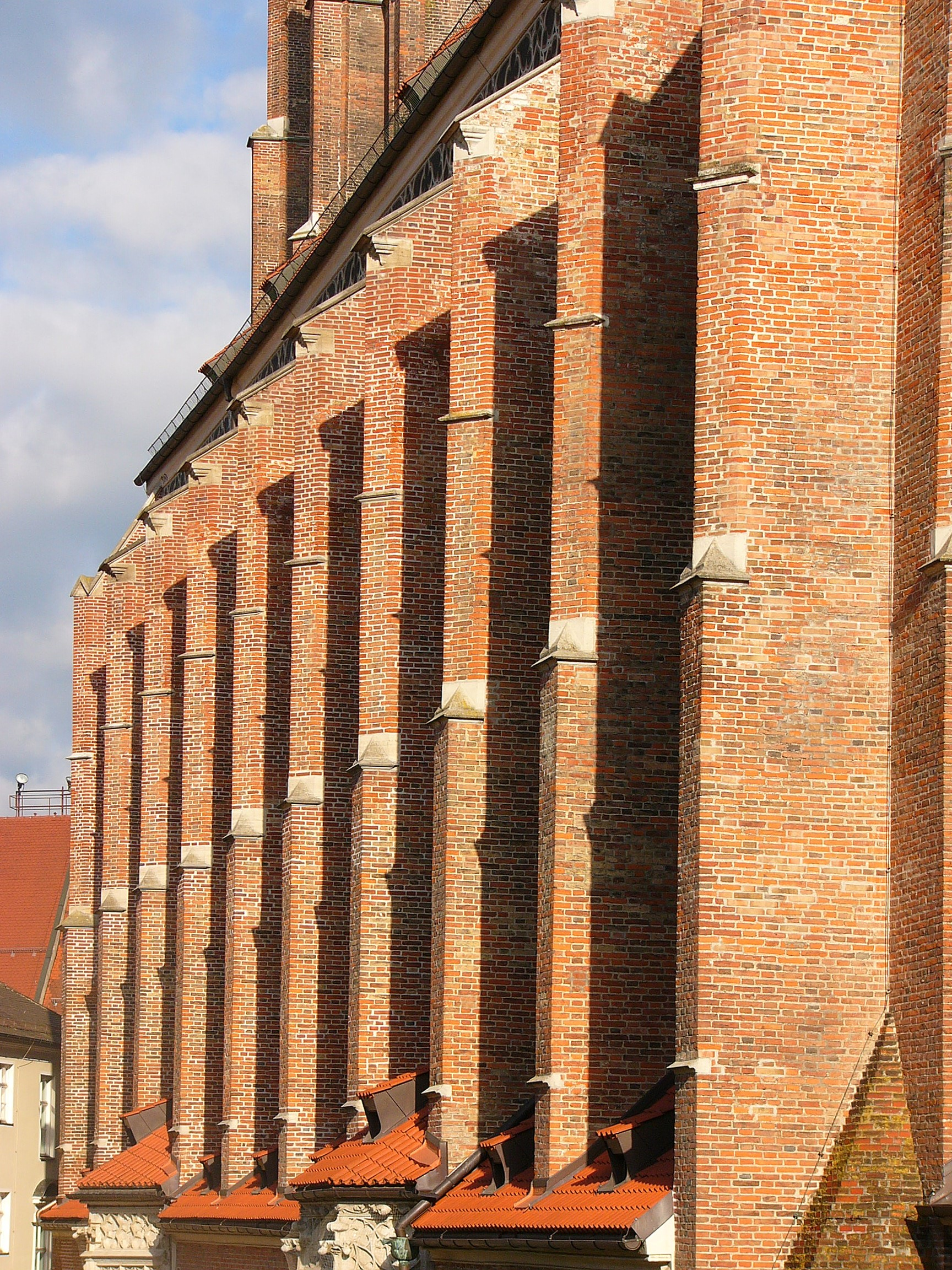
Strebewerk an der Südwand der Stiftsbasilika St. Martin in Landshut

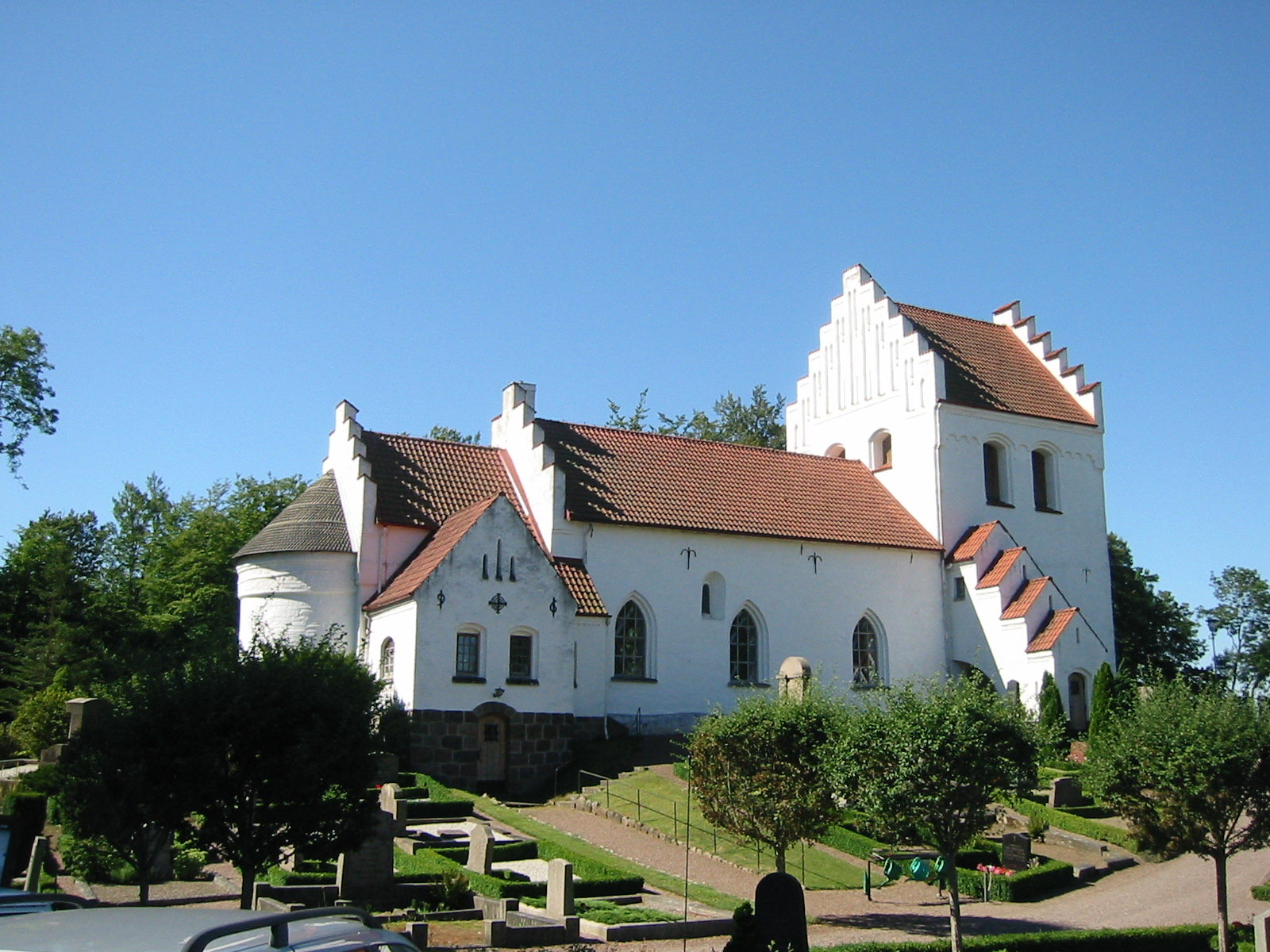
Abgetreppte Wandvorlage an der Sireköpinge kyrka

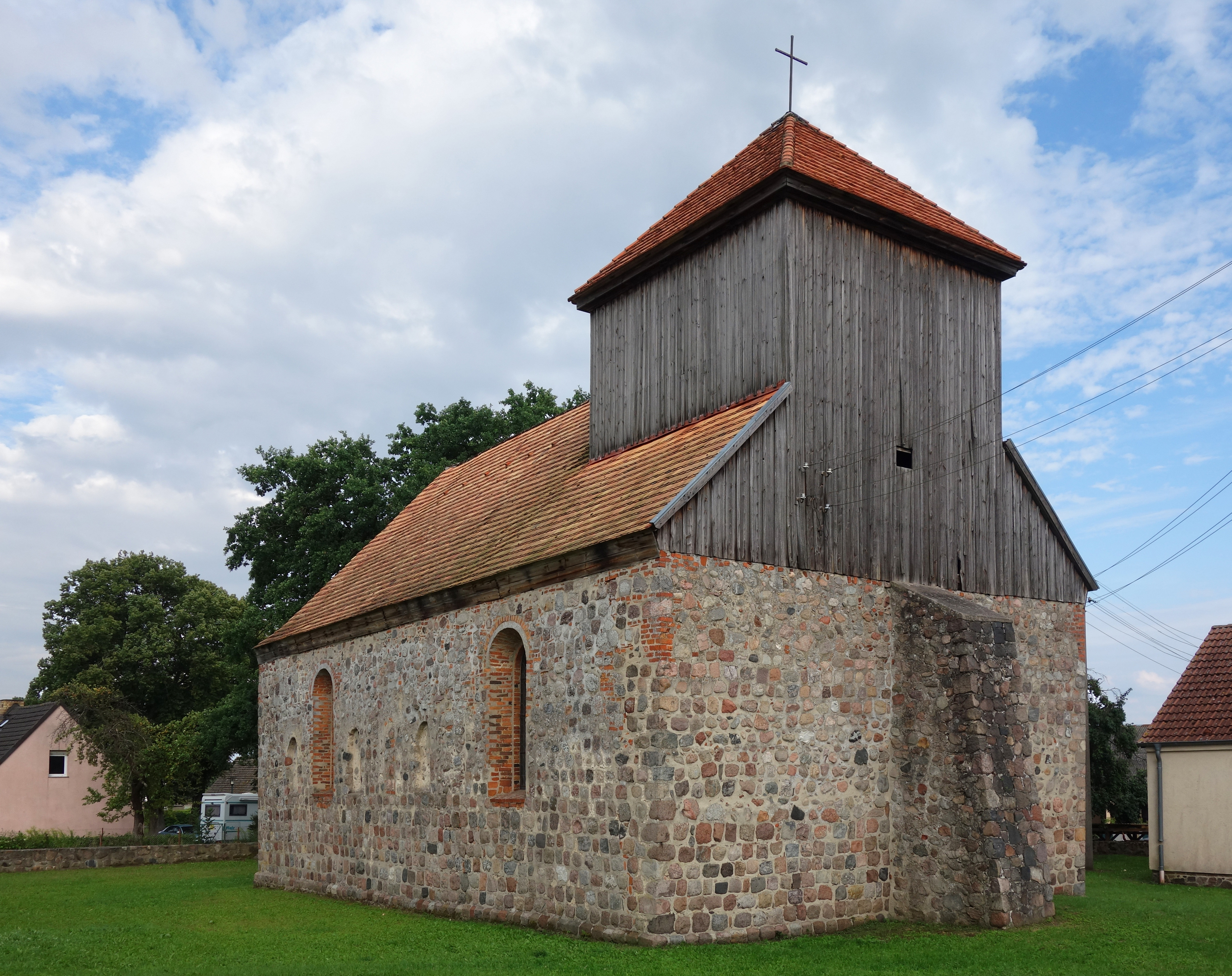
Stützpfeiler an der Westwand der Dorfkirche von Beenz, einem Ortsteil der Stadt Lychen

Das Strebewerk (seltener Strebeapparat) ist ein zentrales konstruktives und gestalterisches Element der gotischen Kathedrale. Es setzt sich aus Strebepfeilern und ggf. Strebebögen zusammen. Das Strebewerk dient dazu, den Gewölbeschub und die Windlast aus dem Mittelschiff einer Basilika und dem Hochchor beim Umgangschor abzuleiten.
Das Strebewerk gilt, neben Kreuzrippengewölbe und Spitzbogen, als eines der drei populären Stilmerkmale gotischer Sakralbauten. Heute wird seine Entstehung insbesondere aus der Entwicklung des Innenraumes erklärt, die den Ersatz massiver Wand- durch transparente Fensterflächen bedeutet:

„Das 12. Jahrhundert der nordfranzösischen Frühgotik kann man als das der Erprobung der Bautechnik ansehen. Es handelt sich im Wesentlichen darum, wie der Architekt dem Gewölbedruck auf die Hochschiffmauern bei zunehmendem Hochdrang des Rauminneren am besten begegnen sollte. […] Die spezifisch gotische Lösung liegt darin, daß alle Stützpunkte für die Wand nach außen verlegt sind, […] Der technische Apparat, den die Gotik hierfür entwickelt, wird als ‹Strebewerk› bezeichnet. […] Die Geschichte des offenen Strebebogens lehrt deutlich, daß zuerst die Idee des gotischen Rauminneren sich zur Geltung brachte, dann erst die Bautechnik herangezogen wurde, um dem Kathedralenraum den notwendigen materiellen Halt von außen her zu geben.“

Aus dem „notwendigen materiellen Halt“ entwickelten sich im 13. Jahrhundert vielfältige künstlerische Ausformungen. Es entstand eine Raumstruktur, welche „die Wirkung des Außenbaues der Kathedrale mitbestimmt“, die „den Kernbau wie eine durchsichtige Hülle von tiefer Schichtung ummantelt.“

## Entwicklung
Das offene Strebewerk mit frei über den Seitenschiffen gespannten Strebebögen wurde in der gotischen Architektur schrittweise entwickelt und allmählich ausgeformt. Um Gewölbeschub und Windlast auf die in der Außenwand integrierten Strebepfeiler abzuleiten, wurden zunächst Quermauern oberhalb der Gurtbögen der Seitenschiff-Gewölbe errichtet, beispielsweise in der Kathedrale von Durham. Diese blieben unter deren Pultdächern unsichtbar. Im 12. Jahrhundert dienten auch die Gewölbe der Seitenschiffemporen der Abstrebung des Mittelschiffes.
Ein offenes Strebewerk mit sichtbaren Strebebögen oberhalb der Dachfläche entwickelte sich ab 1160/1170 zunächst bei Umgangschören in der Normandie und der Île-de-France (Saint-Germain-des-Prés in Paris nach 1160). Seit etwa 1190 wird es auch beim Langhaus eingesetzt (Kathedrale von Paris 1180/1200 ab 1230 grundlegend geändert, Noyon 1179/1180–1200, Laon 1180/1190). Dieses offene Strebewerk wurde in Südfrankreich und den Mittelmeerländern nur selten aufgenommen, es verbreitete sich aber nach England und Deutschland (St. Georg in Limburg um 1200/1225, Langhaus des Bonner Münsters 1210/1220, St. Gereon in Köln 1219/1227).
Als wichtiger Schritt gilt die Kathedrale von Chartres (Baubeginn 1194). Mit dem Wegfall der Seitenschiffemporen wächst die Höhe der Mittelschiffwand. Strebepfeiler und Strebebögen werden nicht nur technisch verwendet, sondern künstlerisch ausgestaltet. Bei der Kathedrale von Reims (Baubeginn 1211) wird die Ummantelung des Gebäudes mit Strebewerk aufgegriffen und die Bauteile werden durchgebildet. Reims bedeutete insofern für den Außenbau „die Vollendung des mit Chartres Begonnenen“.

## Strebepfeiler
Als Teil von Strebewerken haben Strebepfeiler die Aufgabe, Scherkräfte von den Strebebögen aufzunehmen. 
Der gotische Strebepfeiler zeigt sich zunächst als konstruktiv-rohe Form und erfährt allmählich eine gestalterische Gliederung. Zunächst durch eine Abtreppung der Außenkante, begleitet von Kaffgesimsen, durch Ziergiebel und Kreuzblumen, Nischen für Figurenschmuck, bis hin zu Säulen- und Maßwerk-Verblendung und Fialen.
Während die statische Bedeutung der Abtreppung als nachvollziehbar gilt, wird die der Auflastfunktion durch Fialen in der neueren Forschung kontrovers beurteilt. Eine dekorative Funktion als Bekrönung ist demgegenüber unbestritten.

## Strebebogen
Der Strebebogen, auch Hochschiffstrebe oder früher fliegende Strebe genannt, liegt geneigt zwischen Hochschiffwand oder Chorwand und Strebepfeiler, oder auch zwischen hintereinanderstehenden Pfeilern. Er leitet die horizontalen Lasten aus der Gewölbeschräglast und dem Winddruck in die äußersten Strebepfeiler als Endauflager weiter.
Der gotische Strebebogen lässt sich, auch anhand des Fugenbildes, in den eigentlichen Strebekörper und den diesen unterstützenden Bogen unterteilen. Der oberste Kämpferstein eines Strebebogens besitzt mitunter eine Unterstützung durch eine kleine Säule, deren Verwendung nach 1300 aber aufgegeben wird.
Strebebögen sind oft auch übereinander angeordnet, wobei der untere zur Weiterleitung des Gewölbeschubs und der obere zur Weiterleitung der Windlast dient. Der obere Strebebogen setzt in der Nähe der Dachtraufe an und der untere zwischen der Traufe und dem Fußpunkt der inneren Gewölberippen.
Etwa ab 1230 wurden Strebebögen auch zur Wasserableitung genutzt. Eine Vertiefung an der Oberseite leitet das Wasser zu einem markant an der Vorderseite des Strebepfeilers angesetzten Wasserspeier.